# Zilner Randolph
Zilner Trenton „Randy“ Randolph (* 28. Januar 1899 in Dermott (Arkansas); † 2. Februar 1994 in Chicago) war ein US-amerikanischer Jazzmusiker (Arrangeur, Komponist, Trompeter).
Randolph studierte Trompete und Klavier an der Biddle University in North Carolina, am Kreuger Konservatorium in St. Louis und am Wisconsin Conservatory in Milwaukee. 1927 bis 1931 spielte er in der Territory Band von Bernie Young in Milwaukee.
Er ist vor allem als musikalischer Leiter bei Louis Armstrong in den 1930er Jahren bekannt (1931/32, zeitweise auch 1933, 1935). Seine Komposition Old Man Mose wurde von Armstrong 1935 aufgenommen und er arrangierte nicht nur für Armstrong, sondern spielte auch in dessen Begleitband. Er spielte auch mit Carroll Dickerson und Dave Peyton. In der zweiten Hälfte der 1930er Jahre hatte er eine eigene Band in Chicago und arrangierte unter anderem für Fletcher Henderson, Woody Herman, Duke Ellington und Earl Hines. In den 1940er Jahren bildete er mit seinen Kindern eine Band, war Schallplattenproduzent und arbeitete vor allem als Lehrer. Ab und zu leitete er die Hausband im Indiana Theater in den 1950er Jahren.
Er nahm nicht als Leader auf.
Sein Sohn Lucious spielte Trompete bei Sun Ra, bei dem auch seine Tochter Hatti in den 1950er Jahren sang.